# 新达尔文主义

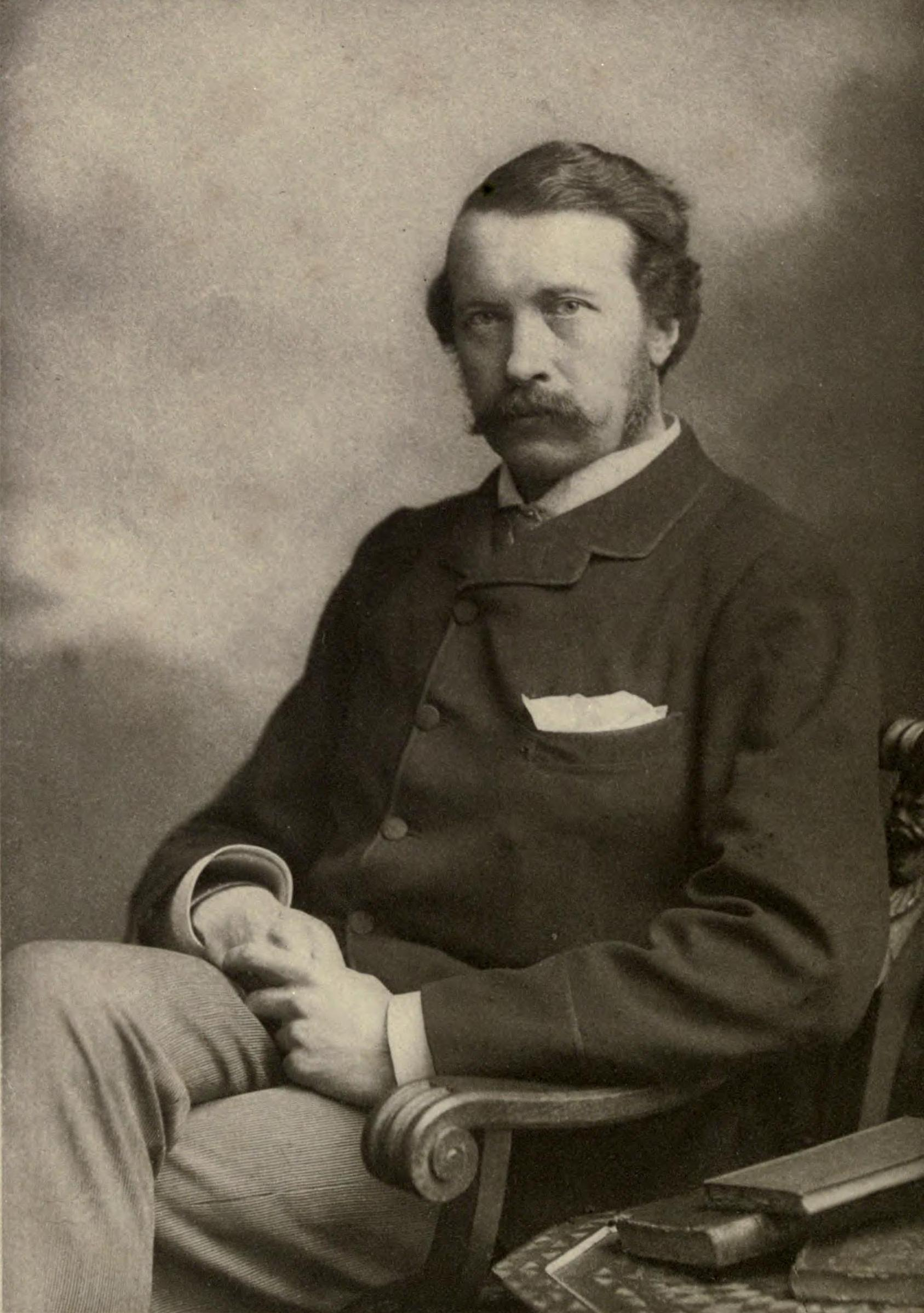
1895年時，乔治·罗曼尼斯使用新達爾文主義一詞来代表达尔文理论早期的修改。 Elliott & Fry 摄（1896 年）

新达尔文主义（Neo-Darwinism），用于描述查尔斯·达尔文的自然选择与格雷戈尔·孟德尔的遗传学理论的整合。然而在1895年，它主要指結合了達尔文和奥古斯特·魏斯曼的理論。但現在它通常指建基于达尔文和孟德尔的现代演化综论。

## 最初用途

20 世纪初的群体遗传学中关于进化的几个主要思想汇集在一起，形成了所谓的现代演化综論，包括遗传变异、自然选择和孟德尔定律。这在当时都被称为新达尔文主义。

1859年，达尔文提出了自然選擇論，但没有完整提出基因、遺傳等机制（他只詳述適應、變異等概念）。因此，拉马克主义在當時仍然是一个非常受欢迎的學說。 奥古斯特·魏斯曼和阿尔弗雷德·拉塞尔·华莱士卻一直支持达尔文，並反對達爾文把拉馬克主義納入其著作當中。  （p. 108）魏斯曼的种质論最終都否決了拉馬克主義。魏斯曼注意到，产生配子（例如动物的精子和卵子）的细胞与体细胞一直沒有結合。由于他看不到两者之间有融合，因此他断言后天的遗传是不可能的，称为魏斯曼屏障。
乔治·罗曼尼斯 ( George Romanes ) 是第一位有科学背景下使用新達爾文主義一詞的人。罗曼尼斯用这个词来描述自然选择和魏斯曼的种质理论的结合，即进化完全通过自然选择发生，而不是通过用進廢退來遗传，因此使用这个词来表示“没有拉马克主义的达尔文主义”。
随着进化生物学的现代演化综論的发展，新达尔文主义开始用来表示現今的进化學說。

## 当前含义
新達爾文主義一詞並不限於當時的歷史，甚至不斷延伸。1984年時，恩斯特·瓦尔特·迈尔写道：
20 世纪初，新達爾文主義的應用可能是错误的，因为新达尔文主义一词是罗马人在 1895 年创造，這作为當時魏斯曼理论的名称。
大英百科全书等書本亦有使用新达尔文主义来代表現代进化论，但該詞原本不是指20世纪初所流行的思想。同样，理查德·道金斯和史蒂芬·古尔德在他们的著作和演讲中亦有使用新達爾文主義来表示他们的当代进化生物学。

## 參看
- 達爾文主義
- 現代演化綜論